# Ядерный топливный цикл
Ядерный топливный цикл — вся последовательность повторяющихся производственных процессов, начиная от добычи топлива (включая производство электроэнергии) и заканчивая удалением радиоактивных отходов. В зависимости от вида ядерного топлива и конкретных условий, ядерные топливные циклы могут различаться в деталях, но их общая принципиальная схема сохраняется.
Основным ядерным топливом для современных реакторов является уран. Поэтому все стадии и процессы ядерного топливного цикла определяются физико-химическими свойствами этого элемента.
Для атомной энергетики различают два вида ЯТЦ — открытый (разомкнутый) и закрытый (замкнутый).

## Виды ЯТЦ

### Открытый (разомкнутый) топливный цикл
В разомкнутом (открытом) ЯТЦ отработанное ядерное топливо считается высокоактивными радиоактивными отходами и вместе с остаточными делящимися изотопами исключается из дальнейшего использования — поступает на хранение или захоронение. Поэтому разомкнутый ЯТЦ характеризуется низкой эффективностью использования природного урана (до 1 %).
Широкое применение открытого типа ЯТЦ обусловлено достаточно невысокими ценами на уран.

#### Преимущества
1. Отсутствует основной источник загрязнения окружающей среды радионуклидами — радиохимический завод, то есть отсутствует наиболее радиационно опасное производство.
2. Радиоактивные вещества постоянно находятся в твёрдом состоянии в герметичной упаковке (в ОТВС), не происходит их «размазывание» по огромным площадям в виде растворов, газов при «штатных» и нештатных выбросах и т. д.
3. Исчезают все проблемы, связанные со строительством и будущим выводом из эксплуатации радиохимического завода: финансовые и материальные затраты на строительство и эксплуатацию завода, в том числе на зарплату, электро-, тепло-, водоснабжение, на огромное количество защитного оборудования и техники, химических реагентов, агрессивных, ядовитых, горючих и взрывоопасных веществ.

#### Недостатки
1. Большая стоимость долговременных хранилищ и полигонов для захоронения.
2. Возникают трудности обеспечения долговременной изоляции ТВС от биосферы (существует реальная опасность освобождения радионуклидов в случае разрушения твэлов при их длительном хранении).
3. Необходимость постоянной вооруженной охраны захоронений (возможность хищения делящихся нуклидов из захоронений террористами также представляется реальной).
4. Неэкономичность по сравнению с ЗЯТЦ и неполное использование потенциала ЯТ.

#### Критика технологии открытого топливного цикла
Согласно докладу «Об экономике российской ядерной электроэнергетики», представленному экологической организацией «Беллона» от 04.03.2011:
Обращение с отработавшим ядерным топливом — это принципиально не решаемая проблема ядерной отрасли… Процесс переработки ограничивается мощностью соответствующего производства на заводе «Маяк» и технологическими особенностями ОЯТ разных видов. На практике перерабатываются лишь ОЯТ с ВВЭР-440, а также транспортных и исследовательских реакторов. По технологическим причинам переработке не подлежит ОЯТ от реакторов РБМК, АМБ, ЭГП-В, уран-циркониевое, уран-бериллиевое топливо транспортных энергетических установок, стендов прототипов, некоторых типов ИР. Таким образом, в настоящее время наибольшая часть ОЯТ реакторов ВВЭР-1000 и РБМК-1000 не перерабатывается и не вывозится, и находится на хранении в приреакторных бассейнах выдержки, промежуточных хранилищах на АЭС и централизованном хранилище в здании № 1 на Красноярском горно-химическом комбинате, которые близки к заполнению. На начало 2009 года в России было накоплено около 18 тыс. тонн ОЯТ половина из которых находилась в приреакторных хранилищах возле АЭС. 
В докладе со ссылкой на отчет Госатомконтроля за 1999 год говорится, что приреакторные хранилища станций на реакторах РБМК заполнены на 80-90 %.
Однако на данный момент ведется внедрение РЕМИКС-топлива для реакторов ВВЭР-1000

### Закрытый (замкнутый) топливный цикл

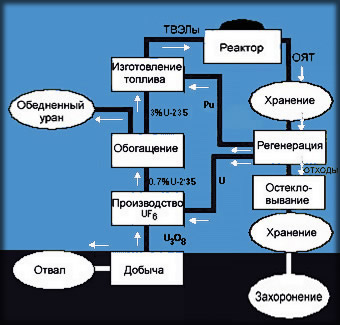
Схема закрытого топливного цикла

В замкнутом ЯТЦ на радиохимических предприятиях осуществляется переработка отработавшего ядерного топлива (ОЯТ) с целью возврата в цикл невыгоревшего урана-235, почти всей массы урана-238, а также изотопов энергетического плутония, образовавшихся при работе ядерного реактора. Из ядерного топлива выделяют ценные компоненты, которые используют для изготовления нового ядерного горючего. При этом активность отходов, подлежащих окончательному захоронению, минимизируется.
Замкнутый ЯТЦ второго типа предполагает утилизацию энергетического и оружейного плутония посредством развития производства смешанного уран-плутониевого топлива (МОКС-топлива) из диоксидов урана и плутония (UO2, PuO2) для реакторов на быстрых и тепловых нейтронах. Повышение эффективности использования ядерного топлива и возможность вовлечения в ЯТЦ плутония как ценного энергоносителя являются основными аргументами в пользу замкнутого цикла. В замкнутом топливном цикле ядерное топливо урановых реакторов рассматривается как важнейший элемент сырьевой базы отрасли. Обосновывается это тем, что ОЯТ содержит значительное количество делящихся изотопов, возвращение которых в ЯТЦ после переработки расширит сырьевую базу ядерной энергетики.
После удаления топлива из реактора, топливные стержни проходят обработку на перерабатывающих заводах, где они дробятся и растворяются в кислоте. После специальной химической обработки из отработанного топлива отделяют продукты деления и после остекловывания отправляют на длительное захоронение, а остальное (плутоний и неиспользованный уран) пригодно для дальнейшего использования. 96 % урана, который используется в реакторе, остается в исчерпанном топливе (в реакторе расходуется 3-4% U-235).

#### Преимущества
1. Переработка отработанного ядерного топлива может иметь некоторые экономические выгоды при восстановлении неиспользованного урана и плутония, который был произведен в реакторе.
2. Переработка топлива уменьшает объём высокорадиоактивных и опасных отходов, которые необходимо надлежащим образом хранить, что также имеет определенную экономическую целесообразность.
3. В отработанном ядерном топливе содержится примерно 1 % плутония. Это очень хорошее ядерное топливо, которое не нуждается ни в каком процессе обогащения, оно может быть смешано с обедненным ураном (так называемое смешанное оксидное топливо или МОКС-топливо) и поставляться в виде свежих топливных сборок для загрузки в реакторы. Его можно использовать для загрузки в будущие реакторы-размножители.
4. Восстановленный уран может возвращаться на дополнительное обогащение, или поставляться в виде свежего топлива для действующих реакторов.
5. Закрытый топливный цикл является эффективной системой максимального использования урана без его дополнительной добычи на рудниках (в энергетических единицах экономия составляет примерно 30 %) и именно поэтому промышленность сразу одобрила такой подход.

#### Недостатки
1. Возможно загрязнение окружающей среды радионуклидами.
2. Требует гораздо больших финансовых затрат, в отличие от открытого ЯТЦ.

## Этапы ЯТЦ

### Добыча руды
Начальная стадия топливного цикла — горнодобывающее производство, то есть урановый рудник, где добывается урановая руда.
Среднее содержание урана в земной коре довольно велико и расценивается как 75*10−6. Урана примерно в 1000 раз больше, чем золота и в 30 раз больше чем серебра. Урановые руды отличаются исключительным разнообразием состава. В большинстве случаев уран в рудах представлен не одним, а несколькими минеральными образованиями. Известно около 200 урановых и урансодержащих минералов. Наибольшее практическое значение имеют уранинит, урановые черни и др.
Добыча урановой руды, также как и других полезных ископаемых, осуществляется в основном либо шахтным, либо карьерным способом в зависимости от глубины залегания пластов. В последние годы стали применяться методы подземного выщелачивания, позволяющие исключить выемку руды на поверхность и проводить извлечение урана из руд прямо на месте их залегания.

### Переработка руды
Извлеченная из земли урановая руда содержит рудные минералы и пустую породу. Дальнейшая задача состоит в том, чтобы руду переработать — отделить полезные минералы от пустой породы и получить химические концентраты урана. Обязательные стадии при получении урановых химических концентратов — дробление и измельчение исходной руды, выщелачивание (перевод урана из руды в раствор). Очень часто перед выщелачиванием руду обогащают — различными физическими методами увеличивают содержание урана.

### Аффинаж
На всех этапах переработки урановых руд происходит определенная очистка урана от сопутствующих ему примесей. Однако полной очистки достичь не удается. Некоторые концентраты содержат всего 60 — 80 %, другие 95 — 96 % оксида урана, а остальное — различные примеси. Такой уран не пригоден в качестве ядерного топлива. Следующая обязательная стадия ядерного топливного цикла — аффинаж, в котором завершается очистка соединений урана от примесей и особенно от элементов, обладающих большим сечением захвата нейтронов (гафний, бор, кадмий и т. д.).

### Обогащение урана
Современная ядерная энергетика с реакторами на тепловых нейтронах базируются на слабообогащенном (2 — 5 %) урановом топливе. В реакторе на быстрых нейтронах используется уран с ещё большим содержанием урана-235 (до 93 %). Следовательно, прежде чем изготавливать топливо, природный уран, содержащий только 0,72 % урана-235, необходимо обогатить — разделить изотопы урана-235 и урана-238. Химические реакции слишком малочувствительны к атомной массе реагирующих элементов. Поэтому они не могут быть использованы для обогащения урана; необходимы физические методы разделения изотопов.

### Изготовление топлива
Обогащённый уран служит исходным сырьём для изготовления топлива ядерных реакторов. Ядерное топливо применяется в реакторах в виде металлов, сплавов, оксидов, карбидов, нитридов и других топливных композиций, которым придается определенная конструкционная форма. Конструкционной основой ядерного топлива в реакторе является тепловыделяющий элемент — твэл, состоящий из топлива и покрытия. Все твэлы конструкционно объединяют в тепловыделяющую сборку (ТВС).
Предприятия, производящие реакторное топливо, представляют собой промышленные комплексы, технологический цикл которых включает следующие этапы: получение порошка диоксида урана из гексафторида урана, изготовление спеченных таблеток, подготовку трубчатых оболочек твэлов и концевых деталей, упаковку топливных таблеток в оболочки, установку концевых деталей, герметизацию (сваркой), подготовку и комплектованию деталей для ТВС, упаковку топливных таблеток в оболочки, изготовление ТВС, разборку забракованных твэлов, ТВС и переработку отходов. Товарный продукт на данной стадии топливного цикла является ядерное топливо в виде, пригодном для непосредственного использования в реакторе.

## Переработка отработавшего ядерного топлива
Необходимость переработки исчерпанного ядерного топлива обусловлена:
- возможностью регенерирования неиспользованного урана и плутония в отработанных тепловыделяющих элементах;
- возможностью уменьшения количества высокоуровневых радиоактивных отходов.

Обычно отработанное топливо содержит до 1 % U-235 и несколько меньшее количество плутония, поэтому переработка экономит ресурсы, предотвращая нерациональный расход ценных материалов. Переработка позволяет повторять ядерный цикл в свежих тепловыделяющих элементах, сохраняя, таким образом, приблизительно до 30 % естественного урана. Это смешанное оксидное топливо — важный ресурс (смешанное — потому что окись урана смешивается с продуктом переработки отработанного ядерного топлива).
Выделяемые при переработке высокоуровневые отходы, преобразуются в компактные, устойчивые, неразрушимые твердые капсулы, которые удобнее хранить, чем объемистые отработанные тепловыделяющие элементы.
На сегодняшний день более 75 000 тонн отработанного ядерного топлива от гражданских энергетических реакторов уже подвергнуто повторной обработке, а ежегодный объём переработки составляет около 5 000 тонн.
Отработанные топливные сборки, удаленные из реактора, очень радиоактивны и выделяют тепло. Поэтому их помещают в большие резервуары, наполненные водой («бассейны выдержки»), которая охлаждает их, а трёхметровый слой воды поглощает опасное излучение. В таком состоянии они остаются (непосредственно в реакторном отделении или на перерабатывающем заводе) в течение нескольких лет, пока уровень радиоактивности значительно уменьшится. Для большинства видов ядерного топлива его переработка начинается, приблизительно, через пять лет после выгрузки из реактора.
Обычный легко-водный реактор мощностью 1000 МВт производит ежегодно, приблизительно, до 25 тонн исчерпанного топлива. После предварительного охлаждения оно может транспортироваться в специальных защитных контейнерах, которые вмещают лишь несколько (пять — шесть) тонн отработанного топлива, но сами весят до 100 тонн (за счет защиты). Транспортировка отработанного топлива и других высокоуровневых отходов жестко регламентируется специальными правилами, обеспечивающими максимальную безопасность для людей и окружающей среды.
Переработка отработанного оксидного топлива начинается с растворения тепловыделяющих элементов в азотной кислоте. После этого производят химическое разделение урана и плутония. Pu и U могут быть возвращены к началу топливного цикла (уран — на завод для дообогащения, а плутоний — непосредственно на предприятия по изготовлению топлива). Остающаяся жидкость после удаления Pu и U представляет собой высокоуровневые отходы, содержащие примерно 3 % исчерпанного топлива. Радиоактивность этих отходов высока, и они продолжают выделять много тепла.
В ОЯТ содержится около 1 % изотопов плутония
, на основе которого в смеси с обеднённым ураном изготавливается MOX-топливо.
Считается, что подобные схемы переработки ядерного топлива не получили распространения, ввиду относительно низких цен на уран.